# Dramyen
Dramyen (ook wel dran-nye, dranyen of dramyin), is een traditioneel snaarinstrument dat bespeeld wordt in omstreken van het Himalayagebergte, vooral in Bhutan en Tibet. De Dramyen is een fretloze, houten Tibetaanse luit, en wordt met een klein hard plectrum bespeeld. De naam van het instrument betekent vertaald zoete tonen. De dramyen bevat drie tot zeven snaren en kent veel gelijkenis met de rebec. Waarschijnlijk is dit instrument van Perzische origine.
De dramyen wordt voornamelijk gebruikt als begeleidingsinstrument door boeddhisten uit de drugpa kagyü, een stroming binnen het Tibetaans boeddhisme.